# Mistrzostwa Świata w Narciarstwie Dowolnym i Snowboardingu 2021 – snowcross kobiet
Rywalizacja kobiet w konkurencji snowcross podczas mistrzostw świata w Idre Fjäll została rozegrana na trasie o nazwie Idre Fjäll. Kwalifikacje rozegrano 9 lutego o 10:45, z kolei biegi finałowe pierwotnie zaplanowano na 11 lutego o 11:35, jednak ostatecznie rywalizację przesunięto na godzinę 14:30 tego samego dnia. Złoty medal wywalczył Brytyjka Charlotte Bankes, która na mecie wyprzedziła drugą Michelę Moioli oraz trzecią Evę Samkovą.

## Kwalifikacje
| Miejsce | Bib | Zawodniczka                     | Kraj                          | Zjazd 1 | Miejsce | Zjazd 2 | Miejsce | Wynik   | Uwagi |
| ------- | --- | ------------------------------- | ----------------------------- | ------- | ------- | ------- | ------- | ------- | ----- |
| 1.      | 12  | Charlotte Bankes                | Wielka Brytania               | 1:21,93 | 1.      |         |         | 1:21,93 | Q     |
| 2.      | 3   | Faye Gulini                     | Stany Zjednoczone             | 1:22,93 | 2.      |         |         | 1:22,93 | Q     |
| 3.      | 8   | Eva Samková                     | Czechy                        | 1:23,21 | 3.      |         |         | 1:23,21 | Q     |
| 4.      | 18  | Meryeta O'Dine                  | Kanada                        | 1:23,42 | 4.      |         |         | 1:23,42 | Q     |
| 5.      | 6   | Michela Moioli                  | Włochy                        | 1:23,55 | 5.      |         |         | 1:23,55 | Q     |
| 6.      | 14  | Lindsey Jacobellis              | Stany Zjednoczone             | 1:24,00 | 6.      |         |         | 1:24,00 | Q     |
| 7.      | 2   | Belle Brockhoff                 | Australia                     | 1:24,09 | 7.      |         |         | 1:24,09 | Q     |
| 8.      | 9   | Raffaella Brutto                | Włochy                        | 1:24,99 | 8.      |         |         | 1:24,99 | Q     |
| 9.      | 5   | Chloé Trespeuch                 | Francja                       | 1:25,81 | 11.     | 1:24,59 | 1.      | 1:24,59 | q     |
| 10.     | 24  | Kristina Paul                   | Rosyjska Federacja Narciarska | 1:25,22 | 9.      | 1:26,25 | 5.      | 1:25,22 | q     |
| 11.     | 15  | Stacy Gaskill                   | Stany Zjednoczone             | 1:25,27 | 10.     | 1:25,25 | 2.      | 1:25,25 | q     |
| 12.     | 13  | Lara Casanova                   | Szwajcaria                    | 1:26,75 | 15.     | 1:25,54 | 3.      | 1:25,54 | q     |
| 13.     | 23  | Alexia Queyrel                  | Francja                       | 1:25,88 | 12.     | DNF     | DNF     | 1:25,88 | q     |
| 14.     | 1   | Sofia Belingheri                | Włochy                        | 1:28,08 | 20.     | 1:26,13 | 4.      | 1:26,13 | q     |
| 15.     | 27  | Meghan Tierney                  | Stany Zjednoczone             | 1:26,14 | 13.     | 1:26,64 | 6.      | 1:26,14 | q     |
| 16.     | 22  | Jana Fischer                    | Niemcy                        | 1:26,23 | 14.     | 1:27,60 | 9.      | 1:26,23 | q     |
| 17.     | 28  | Marija Wasilcowa                | Rosyjska Federacja Narciarska | 1:26,83 | 16.     | DNF     | DNF     | 1:26,83 |       |
| 18.     | 7   | Julia Pereira de Sousa Mabileau | Francja                       | 1:29,05 | 22.     | 1:27,10 | 7.      | 1:27,10 |       |
| 19.     | 21  | Aline Albrecht                  | Szwajcaria                    | 1:27,55 | 17.     | 1:28,14 | 12.     | 1:27,55 |       |
| 20.     | 17  | Sophie Hediger                  | Szwajcaria                    | 1:45,73 | 24.     | 1:27,59 | 8.      | 1:27,59 |       |
| 21.     | 10  | Zoe Bergermann                  | Kanada                        | 1:27,80 | 18.     | 1:27,61 | 10.     | 1:27,61 |       |
| 22.     | 26  | Julija Laptewa                  | Rosyjska Federacja Narciarska | 1:27,80 | 18.     | 1:28,86 | 15.     | 1:27,80 |       |
| 23.     | 4   | Manon Petit                     | Francja                       | 1:30,05 | 23.     | 1:28,06 | 11.     | 1:28,06 |       |
| 24.     | 11  | Pia Zerkhold                    | Austria                       | DNF     | DNF     | 1:28,63 | 13.     | 1:28,63 |       |
| 25.     | 25  | Aleksandra Parszina             | Rosyjska Federacja Narciarska | 1:28,64 | 21.     | 1:28,71 | 14.     | 1:28,64 |       |
| –       | 16  | Francesca Gallina               | Włochy                        | DNS     | DNS     | DNS     | DNS     | DNS     | DNS   |
| –       | 19  | Yuka Nakamura                   | Japonia                       | DNS     | DNS     | DNS     | DNS     | DNS     | DNS   |
| –       | 20  | Vendula Hopjáková               | Czechy                        | DNS     | DNS     | DNS     | DNS     | DNS     | DNS   |

## Finały
Opracowano na podstawie materiału źródłowego: 

### Ćwirćfinały
| Miejsce | Bib | Zawodniczka      | Kraj            | Uwagi |
| ------- | --- | ---------------- | --------------- | ----- |
| 1.      | 1   | Charlotte Bankes | Wielka Brytania | Q     |
| 2.      | 9   | Chloé Trespeuch  | Francja         | Q     |
| 3.      | 8   | Raffaella Brutto | Włochy          |       |
| 4.      | 16  | Jana Fischer     | Niemcy          | DNF   |

| Miejsce | Bib | Zawodniczka        | Kraj              | Uwagi |
| ------- | --- | ------------------ | ----------------- | ----- |
| 1.      | 3   | Eva Samková        | Czechy            | Q     |
| 2.      | 11  | Stacy Gaskill      | Stany Zjednoczone | Q     |
| 3.      | 6   | Lindsey Jacobellis | Stany Zjednoczone |       |
| 4.      | 14  | Sofia Belingheri   | Włochy            | DNF   |

| Miejsce | Bib | Zawodniczka    | Kraj       | Uwagi |
| ------- | --- | -------------- | ---------- | ----- |
| 1.      | 5   | Michela Moioli | Włochy     | Q     |
| 2.      | 12  | Lara Casanova  | Szwajcaria | Q     |
| 3.      | 13  | Alexia Queyrel | Francja    |       |
| 4.      | 4   | Meryeta O'Dine | Kanada     | DNF   |

| Miejsce | Bib | Zawodniczka     | Kraj                          | Uwagi |
| ------- | --- | --------------- | ----------------------------- | ----- |
| 1.      | 7   | Belle Brockhoff | Australia                     | Q     |
| 2.      | 10  | Kristina Paul   | Rosyjska Federacja Narciarska | Q     |
| 3.      | 15  | Meghan Tierney  | Stany Zjednoczone             |       |
| 4.      | 2   | Faye Gulini     | Stany Zjednoczone             |       |

### Półfinały
| Miejsce | Bib | Zawodniczka      | Kraj            | Uwagi |
| ------- | --- | ---------------- | --------------- | ----- |
| 1.      | 1   | Charlotte Bankes | Wielka Brytania | Q     |
| 2.      | 5   | Michela Moioli   | Włochy          | Q     |
| 3.      | 9   | Chloé Trespeuch  | Francja         |       |
| 4.      | 12  | Lara Casanova    | Szwajcaria      |       |

| Miejsce | Bib | Zawodniczka     | Kraj                          | Uwagi |
| ------- | --- | --------------- | ----------------------------- | ----- |
| 1.      | 3   | Eva Samková     | Czechy                        | Q     |
| 2.      | 7   | Belle Brockhoff | Australia                     | Q     |
| 3.      | 11  | Stacy Gaskill   | Stany Zjednoczone             |       |
| 4.      | 10  | Kristina Paul   | Rosyjska Federacja Narciarska | DNF   |

### Finały

#### Mały finał
| Miejsce | Bib | Zawodniczka     | Kraj                          | Uwagi |
| ------- | --- | --------------- | ----------------------------- | ----- |
| 5.      | 12  | Lara Casanova   | Szwajcaria                    |       |
| 6.      | 11  | Stacy Gaskill   | Stany Zjednoczone             |       |
| 7.      | 9   | Chloé Trespeuch | Francja                       |       |
| 8.      | 10  | Kristina Paul   | Rosyjska Federacja Narciarska | DNF   |

#### Duży finał
| Miejsce | Bib | Zawodniczka      | Kraj            | Uwagi |
| ------- | --- | ---------------- | --------------- | ----- |
|         | 1   | Charlotte Bankes | Wielka Brytania |       |
|         | 5   | Michela Moioli   | Włochy          |       |
|         | 3   | Eva Samková      | Czechy          |       |
| 4.      | 7   | Belle Brockhoff  | Australia       | DNF   |